# Abdiso bar Brika
Abdiso bar Brika (Ebedjesus; cAbdīšōc) (* vor 1291; † 1318) war spätestens seit 1291 „Metropolit von Nisibis und Armenien“ der Assyrischen Kirche des Ostens.
Er verfasste in syrischer Sprache und in Arabisch Bibelkommentare, Streitschriften gegen Häresien sowie dogmatische und juristische Schriften. Ebenso schrieb er Texte in metrischer Form, darunter einen Schriftstellerkatalog, der für die syrische Literaturgeschichte grundlegende Bedeutung besitzt.